# Дяченко Денис Леонідович
Денис Леонідович Дяченко (нар. 25 травня 1986) — український футболіст, півзахисник канадського клубу «Воркута» (Торонто).

## Життєпис
Вихованець дніпропетровського УФК. У 2003 році підписав контракт з представником Української Прем'єр-ліги, але виступав виключно за «Арсенал-2» в Другій лізі чемпіонаті України. У 2005 році підписав контракт з маріупольським «Іллічівцем», але був переведений до резервної команди маріупольців, «Іллічівця-2». Виступав у Першій лізі чемпіонату України у 2008 році в складі «Фенікс-Іллічовця», а згодом — у «Сталі» (Алчевськ). У 2010 році повернувся до Другої ліги, підписавши контракт з ФК «Полтава». Згодом виступав у складі інших друголігових клубів, хмельницького «Динамо» та дніпродзержинської «Сталі». У 2013 році повернувся до рідної Магдалинівки, де виступав за місцевий аматорський клуб ВПК-Перемога. З 2015 по 2016 рік захищав кольори іншого аматорського колективу, «Колос» (Зачепилівка). У 2017 році виїхав за кордон, щоб грати в Канадській футбольній лізі за ФК «Воркуту» (Торонто). У своєму дебютному сезоні в канадській команді допоміг ій виграти регулярний чемпіонат.